# Against Rome
Against Rome (рус. Завоевание Рима) — компьютерная игра, стратегия в реальном времени. Игра была разработана Independent Arts и была издана JoWood Productions.

## Геймплей
В игре присутствуют элементы экономического симулятора, однако основной упор — на сражения.

## Режимы игры
- Исторический.
- Открыть-закрыть.
- Кампания.

### Исторический
В этом режиме игрок принимает участие в исторических сражениях, таких, как Битва за Рим, Каталаунских полях, Битва при реке Фригид. Именно в этом режиме вы можете поиграть и за римлян.

### Открыть-закрыть
Игрок выбирает народ, флаг и имя вождя. Создавая свой город он должен сражаться с соседями. В числе соседей может оказаться и Римская империя.

### Кампания
Здесь дана возможность сыграть за все народы кроме Рима. По ходу кампании вам приходится выбирать с кем вы пойдёте дальше.
Также в игре есть обучающая игра, учащая аспектам игры.

## Нации в игре
- Гунны — обладают тремя видами кавалерии, когда у остальных — по одному.
- Тевтонцы — выделяются малым количеством стрелков.
- Кельты — стрелки у кельтов действуют в 3 видах, но их пехота слаба.
- Римляне — пехотные соединения Рима весьма сильны.

## Обзоры игры в русскоязычной прессе
Крупнейший российский портал игр Absolute Games поставил игре 63 %. Обозреватели отметили хорошую графику игры и нелинейность миссий. К недостаткам были отнесены однообразный игровой процесс и неразвитость управления.

Вердикт: «Ни графика, ни разнообразные миссии, составляющие кампанию, претендующую, между прочим, на нелинейность, не способны противостоять фатальному содружеству топорного управления (подумать только, нет дублирующих „горячих клавиш“) и однообразного процесса. А жаль — из Against Rome могла бы получиться неплохая игра».